# Denis Auroux
Denis Auroux (Lyon, abril de 1977) é um matemático francês. 
Auroux estudou a partir de 1993 na Escola Normal Superior de Paris e obteve em 1994 a licenciatura em matemática na Universidade Pierre e Marie Curie (1995 também a licenciatura em física) e em 1995 a agrégation. Em 1995 recebeu o diploma em matemática na Universidade Paris-Sul (com o trabalho de conclusão de curso Seiberg-Witten invariants of symplectic manifolds), o doutorado em 1999 na École polytechnique, orientado por Jean-Pierre Bourguignon e Mikhael Gromov (Structure theorems for compact symplectic manifolds via almost-complex techniques) e a habilitação em 2003 na Universidade Paris-Sul (Approximately holomorphic techniques and monodromy invariants in symplectic topology). No pós-doutorado foi de 1999 a 2002 foi C.L.E. Moore instructor no Instituto de Tecnologia de Massachusetts, onde foi em 2002 professor assistente, em 2004 professor associado e em 2009 professor. É desde 2009 professor na Universidade da Califórnia em Berkeley.
Foi palestrante convidado do Congresso Internacional de Matemáticos em Hyderabad (2010: Fukaya Categories and bordered Heegard-Floer Homology).

## Obras
- Symplectic 4-manifolds as branched coverings of {\displaystyle \mathbb {C} P^{2}}, Inventiones Math. 139 (2000), 551–602.
- com Ludmil Katzarkov: Branched coverings of {\displaystyle \mathbb {C} P^{2}} and invariants of symplectic 4-manifolds, Inventiones Math. 142 (2000), 631–673.
- com Simon Donaldson, Katzarkov: Singular Lefschetz pencils. Geometry & Topology 9 (2005), p. 1043–1114.
- com Katzarkov, D. Orlov: Mirror symmetry for del Pezzo surfaces: vanishing cycles and coherent sheaves. Inventiones mathematicae 166 (2006), p. 537–582.
- com Katzarkov, D. Orlov: Mirror symmetry for weighted projective planes and their noncommutative deformations. Annals of Mathematics (2) 167 (2008), p. 867–943.
- com Ivan Smith: Lefschetz pencils, branched covers and symplectic invariants. In: Symplectic 4-manifolds and algebraic surfaces (Cetraro, 2003), Lect. Notes in Math. 1938, Springer, 2008, 1–53. Arxiv
- Special Lagrangian fibrations, wall-crossing, and mirror symmetry. In: H. D. Cao, Shing-Tung Yau (Eds.) Surveys in Differential Geometry, Vol. 13, Intl. Press, 2009, 1–47.
- Fukaya categories and bordered Heegaard-Floer homology. Proceedings of the International Congress of Mathematicians. Volume II, 917–941, Hindustan Book Agency, New Delhi, 2010.
- A beginners introduction to Fukaya categories, Arxiv 2013
- com Mohammed Abouzaid, A. Efimov, L. Katzarkov, D. Orlov: Homological mirror symmetry for punctured spheres. J. Amer. Math. Soc. 26 (2013), no. 4, 1051–1083.